# Bronisław Schlichtinger

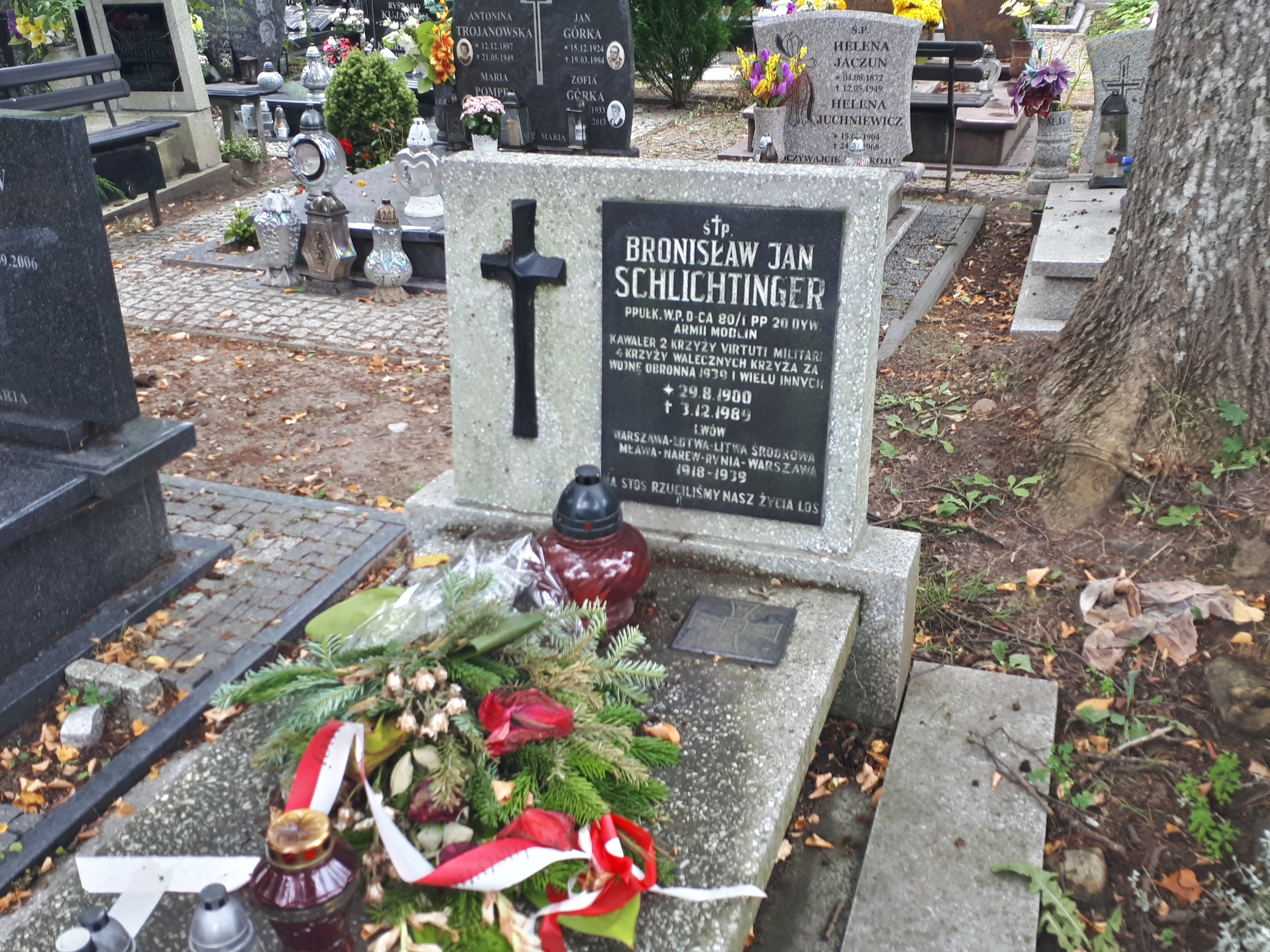
Grób Bronisława Schichtingera na cmentarzu komunalnym Agrykola

Bronisław Jan Schlichtinger (ur. 29 sierpnia 1900 w Stanisławowie, zm. 3 października 1989 w Elblągu) – żołnierz armii austro-węgierskiej i podpułkownik Wojska Polskiego II RP. Uczestnik I wojny światowej, wojny polsko-bolszewickiej i kampanii wrześniowej. Kawaler Złotego i Srebrnego Krzyża Orderu Virtuti Militari. Weteran walk o wolność i niepodległość Polski.

## Życiorys
Urodził się w rodzinie Józefa i Michaliny z d. Fischer. Latem 1915 został wcielony do armii austriackiej. Podczas walk I wojny światowej został dwukrotnie ranny. Po zakończeniu działań wojennych brał udział w rozbrajaniu Austriaków w Krakowie (1 listopada 1918). Od 10 listopada 1918 w odrodzonym Wojsku Polskim w szeregach 7. kompanii 5 pułku piechoty Legionów, w którym dowodził plutonem. Brał udział w walkach pod Przemyślem i Lwowem. Awansowany na sierżanta w lutym 1919. Jako dowódca plutonu w 2. kompanii 5 pułku piechoty Legionów brał udział w wojnie polsko-bolszewickiej.
Szczególnie zasłużył się 7 sierpnia 1920, kiedy „na przyczółku mostowym pod Włodawą, pod osłoną ciemności rozbił placówkę bolszewicką, zdobywając 2 km i biorąc kilkunastu jeńców”. Za tę postawę otrzymał Krzyż Srebrny Orderu Virtuti Militari.
Mianowany podporucznikiem zajmował następnie stanowisko dowódcy 4 kompanii. W 5 pułku piechoty Legionów służył do 1929 i został awansowany na stopień kapitana. W latach 1930–1933 pełnił służbę w 5 Okręgowym Urzędzie Wychowania Fizycznego i Przysposobienia Wojskowego na stanowisku komendanta Ośrodka WF w Katowicach. W lipcu 1933 ponownie w 5 pułku piechoty Legionów. W 1935 przeniesiony do 80 pułku piechoty. Na stopień majora został mianowany ze starszeństwem z 1 stycznia 1936 i 117. lokatą w korpusie oficerów piechoty.
W czasie wojny obronnej 1939 jako dowódca I batalionu w 80 pułku piechoty, ranny w walce 3 września, otrzymał awans na polu walki na podpułkownika i został odznaczony Krzyżem Złotym Orderu Virtuti Militari za walki pod Mławą, nad Narwią i w obronie Warszawy. 
Po zakończeniu walk dostał się do niewoli niemieckiej, w której przebywał do czasu zakończenia wojny (oflagi II A Prenzlau, II D Gross-Born).
Po uwolnieniu i powrocie do Polski został aresztowany przez UB i więziony przez 4 lata. Po zwolnieniu pracował w Przedsiębiorstwie Budownictwa Rolniczego.
Zmarł w Elblągu i został pochowany na cmentarzu komunalnym Agrykola (sektor VI-1-8).

## Życie prywatne
Żonaty z Genowefą z d. Rekieć. Mieli dwoje dzieci: Mirosława (ur. 1929) i Julitę (ur. 1933)

## Nagrody i wyróżnienia
- Krzyż Złoty Orderu Wojennego Virtuti Militari[1]
- Krzyż Srebrny Orderu Wojskowego Virtuti Militari nr 249[1][8]
- Krzyż Walecznych (czterokrotnie) „za czyny męstwa i odwagi wykazane w bojach toczonych w latach 1918–1921”[9]
- Krzyż Walecznych „za czyny męstwa i odwagi wykazane w wojnie rozpoczętej 1 września 1939 roku”[1]
- Srebrny Krzyż Zasługi (17 marca 1934)[1][10]
- Krzyż Zasługi Wojsk Litwy Środkowej (11 listopada 1931)[11]
- Medal Pamiątkowy za Wojnę 1918–1921[12]
- Medal Dziesięciolecia Odzyskanej Niepodległości[12]
- Odznaka 5 Pułku Piechoty Legionów[12]
- Medal 10 Rocznicy Wojny Niepodległościowej (Łotwa)[13]
- W grudniu 2024 jego grób został oznaczony tabliczką „Weteran walk o wolność i niepodległość Polski”[14].